# جدول صور عدنان الحاج
جدول صور عدنان الحاج التي تسمى أيضا ريوترزغيت وهي صور تلاعب بها رقميا التقطها عدنان الحاج وهو مصور لبناني مستقل يعمل في الشرق الأوسط وكان يعمل لدى رويترز على مدى أكثر من عشر سنوات. تم عرض صور الحاج كجزء من التغطية الإخبارية لرويترز لحرب لبنان 2006 لكن رويترز اعترفت بأن اثنين على الأقل تم تغييرهما بشكل كبير قبل نشرهما.

## التسلسل الزمني
تم اكتشاف الصورة الأولى في 5 أغسطس 2006 عندما كتب المدون تشارلز جونسون من «ليتل غرين فوتبالز» أن الصورة الأولى «تظهر دليلا صارخا على التلاعب» (ختم استنساخ أدوبي فوتوشوب) وأزالت رويترز جميع صور الحاج من موقعهم وادعى الحاج أنه لم يغير الصورة عمدا بل كان يحاول إزالة «علامات الغبار». لم تقف رويترز مصحوبة بالمصور واعترفت بأن الحاج قد غيره قائلة: «تم استخدام برامج تحرير الصور بشكل غير صحيح على هذه الصورة وسوف تتبع النسخة المصححة على الفور هذه المشورة ونحن نأسف لأي إزعاج». قالت مويرا ويتل: «تأخذ رويترز هذه الأمور على محمل الجد لأنها تقيد سياسة تحرير الشركة بشكل صارم لتغيير الصور».
تم الإبلاغ عن صورة التلاعب الثانية من قبل المدون باسم مستعار «الدكتور روستي شاكلفورد» على مدونة «تقرير جاوا». قالت رويترز أنها تظهر طائرة مقاتلة إسرائيلية من طراز جنرال دايناميكس إف-16 فايتينغ فالكون تطلق صواريخ هجومية أرضية «خلال غارة جوية على النبطية» لكن الطائرة جنرال دايناميكس إف-16 فايتينغ فالكون كانت تنشر بالفعل دفعا دفاعيا واحدا وأظهرت الصورة الأصلية مضيئة واحدة فقط. تم تصوير الصورة لزيادة عدد المشاعل المتساقطة من الطائرة جنرال دايناميكس إف-16 فايتينغ فالكون من واحد إلى ثلاثة وسوء تعريفها على أنها صواريخ.
في 6 أغسطس أعلنت رويترز أنها ستوقف كل التعاون مع عدنان الحاج. ادعى الحاج أنه كان يحاول فقط إزالة علامات الغبار وأنه ارتكب أخطاء بسبب ظروف الإضاءة السيئة التي كان يعمل تحتها. يشير النقاد إلى أن هذا أمر مستحيل حيث أن صورة الحاج المحجوبة أضافت دخان كامل من الدخان وازدواجة عدة مبان وأظهرت نمطا متكررا يشير إلى أن عمود واحد من الدخان استنسخ عدة مرات.
في 7 أغسطس قررت رويترز سحب 920 صورة من الحاج من البيع. اعتبارا من 11 مايو 2008 قامت رويترز بإزالة جميع صور الحاج من موقعها. في 18 يناير 2007 أفادت رويترز أن تحقيقا داخليا في التصوير الضوئي لعدنان الحاج أدى إلى تسريحه من العمل.
وجهت التهم الموجهة إلى الحاج في سياق أوسع من العديد من الادعاءات حول صور مضللة تخرج من الصراع الإسرائيلي - اللبناني.